# Alpaida lubinae
Alpaida lubinae Levi, 1988 è un ragno appartenente alla famiglia Araneidae.

## Etimologia
Il nome della specie è in onore dell'aracnologa Yael Lubin (nata nel 1945) che raccolse i primi esemplari nel luglio 1974

## Caratteristiche
L'esemplare maschile rinvenuto ha dimensioni: cefalotorace lungo 2,3mm, largo 1,8mm; il primo femore misura 2,2mm e la patella e la tibia circa 2,7mm.

## Distribuzione
La specie è stata rinvenuta in Venezuela: nei pressi della città di Mérida.

## Tassonomia
Al 2015 non sono note sottospecie e dal 1988 non sono stati esaminati nuovi esemplari.